# 靴高斯足球會
靴高斯足球會，亦可意譯為大力神足球俱乐部，（Hércules Club de Fútbol, S.A.D.）是一家位於西班牙華倫西亞自治區阿利坎特省首府阿利坎特的足球俱樂部，成立於1922年。他們於2009/10球季獲得西乙亞軍，得以事隔十三年之後重返西班牙甲組聯賽，而現時則身處西班牙皇家足協甲組聯賽競逐。靴高斯的主場是何塞·利戈·佩雷斯球場（Estadio José Rico Pérez），可以容納30,000名觀眾。

## 球會歷史
靴高斯自1922年創會後，歷來從未跌出過首三個級別聯賽，但也沒有摘下過任何錦標。1935/36年是他們的首次西甲亮相，此後的四十年裡，靴高斯只曾零星地參與最高級別聯賽，可以說是在各級聯賽中載浮載沉。而作為第二級別聯賽西乙的專家，他們甚至還有7屆在丙組聯賽打滾的經驗。

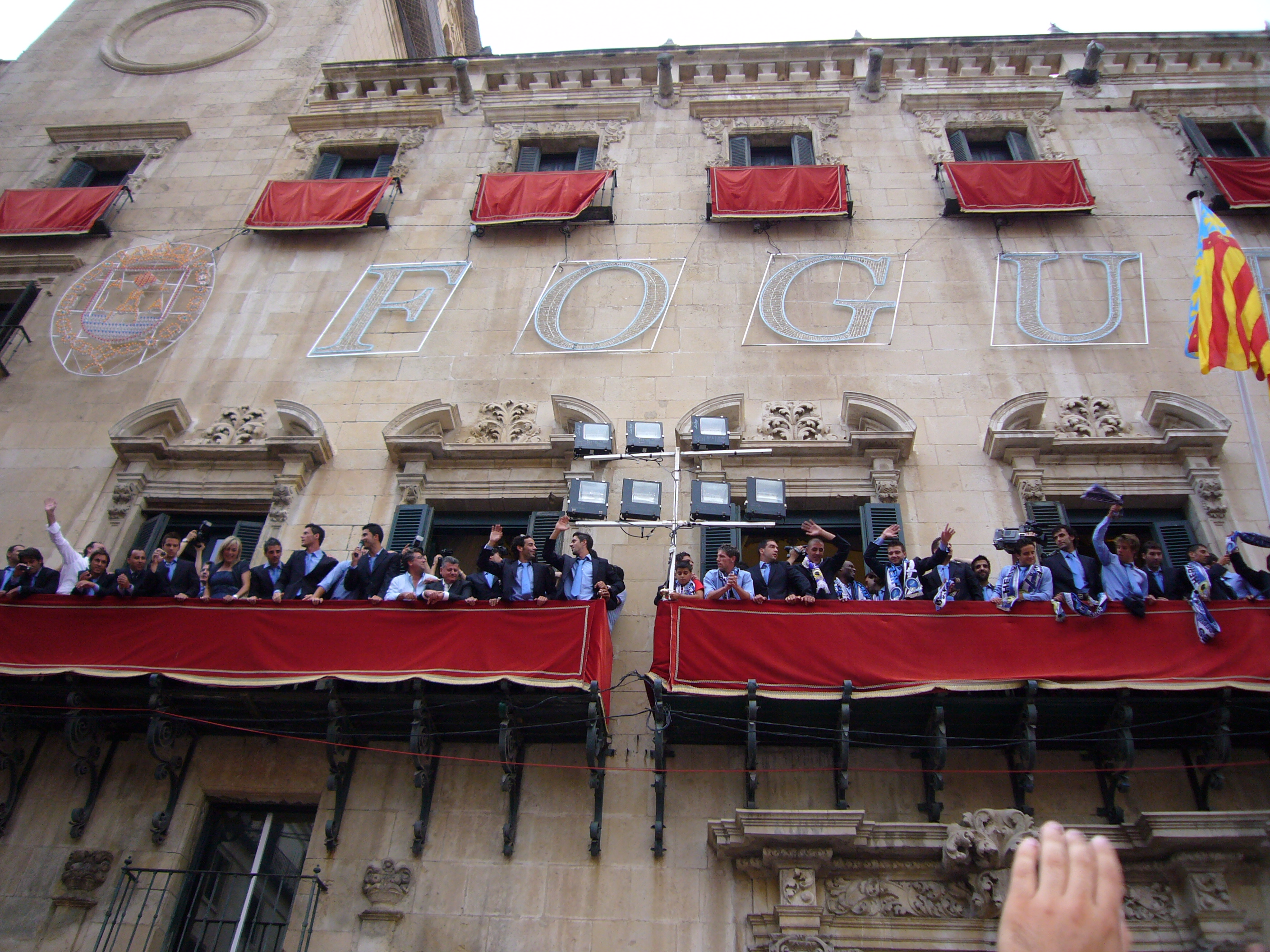
2009/10球季完結後，球隊上下在阿利坎特市政府廣場慶祝再次升班西甲。

1970年代和80年代中期是靴高斯球會最輝煌的日子，1974年至1986年這十二年間的西甲他們只缺席過兩次，堪稱一時的西甲常客，還曾經連續兩季取得第五名、第六名，是球會創立將近九十年歲月裡的巔峰時刻。然而好景不常，80年代結束之後靴高斯開始持續地退出西班牙頂級聯賽的大舞台。1996-97那屆他們曇花一現地重返西甲，最後卻排名21位豪無懸念地降班，或許稍令人留下印象的是當季季尾他們迎戰巴塞隆納的比賽。本來誰也不看好已篤定降班的他們能夠阻擋有赫里斯托·斯托伊奇科夫、洛朗·布兰克和路易斯·菲戈等猛將在陣的巴塞隆納，但靴高斯方面將士用命，終於經過一輪苦戰後竟然反勝加泰隆尼亞強敵，一併把對方從聯賽冠軍的寶座上拉下來，皇家馬德里亦把握住這個意想不到的好運完成了後上奪冠的奇蹟。 
聯賽以外，靴高斯並不擅長競逐盃賽，多年以來他們的西班牙國王盃最佳成績只有3度打入十六強階段而已。由於從未進入過西甲的前列名次，靴高斯也從未獲得過參與歐洲賽事的資格。2005年，經過6屆在乙二聯賽的努力掙扎之後，靴高斯由谷底反彈回升至西乙。其後三年他們漸漸在西乙站穩陣腳，排名也開始逐年上升。2008/09賽季他們僅以3分落後特內里費，只能以第四名身份完成聯賽，因而與寶貴的升班資格擦身而過。
2009/10賽季靴高斯再接再厲，終於闊別十三年之後重新取得在西甲競逐的資格，而其進軍西甲的過程也充滿驚險：在全季倒數第二場比賽裡，靴高斯半場時還落後於巴列卡諾0-1，下半場卻連入兩球而反敗為勝，藉此在積分榜上一舉超越貝蒂斯進駐第三位。到了最後一輪賽事，靴高斯憑前皇馬射手波尔蒂略建功而2-0擊倒皇家聯盟，順利地確保取得聯賽第二名，最後靴高斯、萊萬特和貝蒂斯同積71分，但貝蒂斯因為在三者之間的對賽往積稍差便無緣西甲。
2010/11賽季，靴高斯於2010年9月12日作客魯營球場，出乎意料地以2-0擊敗巴塞隆拿；終結了巴塞隆拿主場19場不敗及聯賽11連勝的紀錄。雖然如此，季初階段過後靴高斯的成績無以為繼，最終以第十九名的成績完成西甲聯賽，再一次面臨降班。

## 球會榮譽

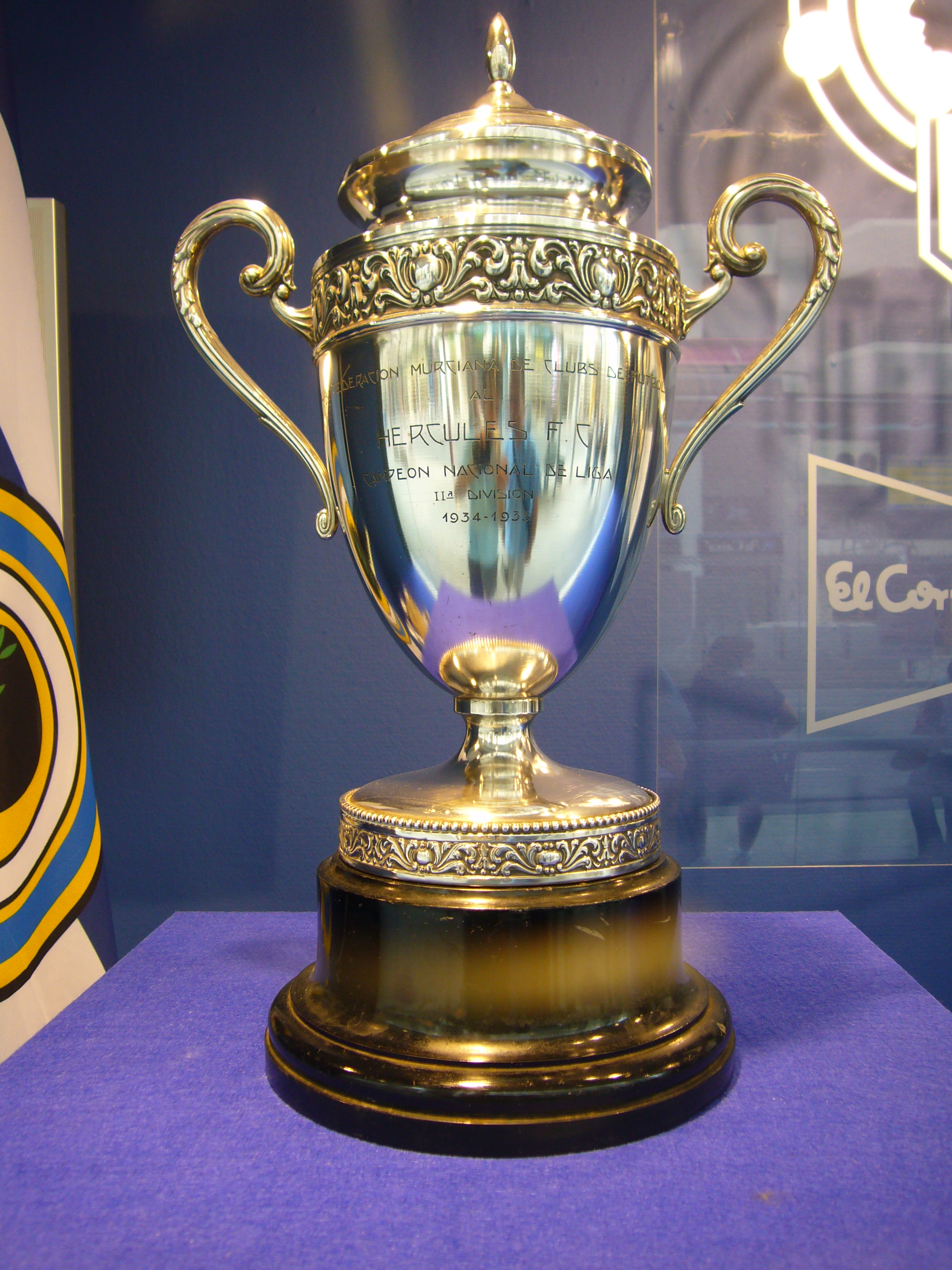
靴高斯在1934/35賽季取得球會史上第一個乙組聯賽獎杯。

| 榮譽            | 次數        | 年度                                                              |
| 本 土 聯 賽     | 本 土 聯 賽 | 本 土 聯 賽                                                       |
| --------------- | ----------- | ----------------------------------------------------------------- |
| 乙組聯賽 冠軍   | 3           | 1934/35年、1965/66年、1995/96年                                   |
| 乙組聯賽 亞軍   | 6           | 1944/45年、1952/53年、1956/57年、1963/64年、 1973/74年、2009/10年 |
| 乙二組聯賽 亞軍 | 1           | 2004/05年                                                         |
| 丙組聯賽 冠軍   | 5           | 1931/32年、1932/33年、1959/60年、1968/69年、1969/70年             |

## 著名球員
- 马里奥·肯佩斯，分別在阿根廷足球甲級聯賽和西甲入球過百的射手。
- 亞倫·哈德遜（英语：Alan Hudson），切尔西中場。
- 弗拉维奥·马艾斯德里，秘魯國家隊前鋒。
- 扬·托马谢夫斯基，波蘭國足守門員。
- 路易斯·阿拉贡内斯，退役成為教練後帶領西班牙國家隊奪得2008年歐洲國家盃。

## 外部連結
- Official website 靴高斯官方網站 （西班牙文）
- Unofficial site （页面存档备份，存于）
- Hércules Fan site
- Forum Hercules CF （页面存档备份，存于）